# Spinifex hirsutus
Spinifex hirsutus är en gräsart som beskrevs av Jacques-Julien Houtou de La Billardière. Spinifex hirsutus ingår i släktet Spinifex och familjen gräs. Inga underarter finns listade i Catalogue of Life.